# Dolmen de Saint-Marceau
Pour les articles homonymes, voir Saint-Marceau.
Le dolmen de Saint-Marceau est un édifice situé dans la commune de Langeac, en Haute-Loire, en France.

## Situation
L'édifice est situé au lieu-dit de la Croix de Saint-Marceau, à Langeac.

## Datation
L'édifice date du haut Moyen Âge et son appellation serait donc inadaptée.

## Protection
L'édifice a été classé au titre des monuments historiques par la liste de 1862.

## Folklore
Selon une légende, la femme d'un grand chef Arverne aurait été tuée lors d'une bataille dont il sortit victorieux. Celui-ci ne put vivre sans son amour et décida de se noyer dans un lac. On raconte alors qu'une roche fut creusée par les villageois pour former deux tombeaux afin qu'ils puissent vivre éternellement l'un à côté de l'autre.